# Can Senillosa
Can Senillosa és una antiga masia de Sarrià (Barcelona),
catalogada com a bé cultural d'interès local.

## Història
A principis del segle xviii, el comerciant de Barcelona Josep de Senillosa i Bernat (†1738) era propietari d'unes terres en aquest indret. El 1738, la seva vídua Gertrudis Miró i la seva filla Maria Antònia de Senillosa i Miró van adquirir al tintorer de seda Benet Piera una peça de terra contigua a la seva per 240 lliures.
Casada amb el botiguer de teles Joan Baptista Pujol i Martí, Maria Antònia va morir el 1765 i els seus béns passaren al seu fill Josep Fidel Pujol i de Senillosa, ciutadà honrat de Barcelona i tresorer de les rendes reials de salines a Catalunya. El seu net Manuel Pujol de Senillosa i Hernández (1810-1850) es va casar amb Maria Dolors de Vedruna i Minguella, amb qui tingué els germans Manuel (1834-1872) i Arcadi Pujol de Senillosa i Vedruna (1836-1909).
El 1920, la propietària Elena Girona i Vilanova va demanar permís per a fer-hi reformes. Posteriorment, la finca va passar a mans dels laboratoris farmacèutics Instituto Químico Farmacológico Español SA, que hi fabricava medicaments sota llicència de la suïssa Sandoz, i el 1974 es va fusionar amb la seva filial espanyola.
Arran de la fusió de Sandoz i Ciba-Geigy per a crear la nova empresa Novartis el 1996, els laboratoris es traslladaren, i el 1997, la major part de l'illa compresa entre els carrers de Santa Amèlia, Fontcuberta, Cardenal Vives i Tutó i Osi (Illa Sandoz) fou objecte d'un estudi de detall per a construir-hi uns blocs d'habitatges de luxe. Aquest pla fou impugnat pels veïns davant el TSJC, que el va anul·lar el 2004. El recurs de cassació interposat per l'Ajuntament de Barcelona fou dessestimat el 2010 pel Tribunal Suprem, que acusà el consistori de practicar un «urbanisme a la carta». Mestrestant, el 2007, s'havia aprovat una modificació del PGM per tal de legalitzar l'excés de l'edificabilitat, que va tornar a ser recorreguda i anul·lada el 2014 pel TSJC, amb una sentència confirmada el 2016 pel Suprem.

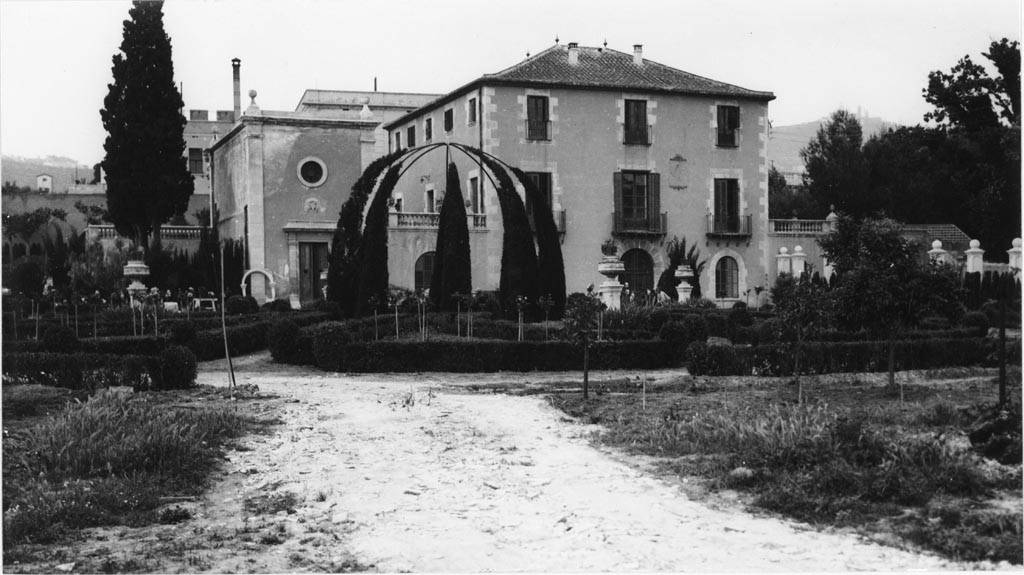
Can Senillosa el 1933

## Descripció
Masia de planta quadrada amb una galeria sortint en un dels laterals que dona al carrer i a l'altura de la primera planta. El portal i dues finestres de la part baixa són amb arcs de mig punt, a la resta dels pisos i altres façanes de la part lateral hi ha balcons. Les teulades són de quatre vessants. A la façana principal hi ha un rellotge de sol.
Estava envoltada de camps de conreu de regadiu (amb una mina d'aigua pròpia) que venia els fruits de la terra, i actualment, una part dels jardins són oberts al públic. A mà esquerra hi havia una capella, documentada el 1760 i actualment desapareguda.